# Chiesa greco-cattolica ungherese

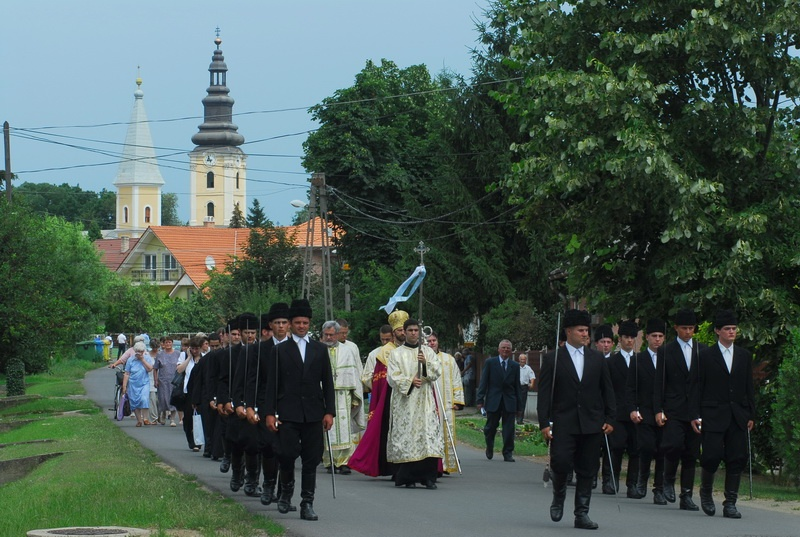
Processione dopo l'ordinazione episcopale dell'eparca di
Hajdúdorog Fülöp Kocsis, preceduto dai Soldati di Cristo, scorta d'onore dell'eparca.

La Chiesa greco-cattolica ungherese è una Chiesa metropolitana sui iuris di rito bizantino della Chiesa cattolica che usa la lingua ungherese nella liturgia.

## Storia
I greco-cattolici ungheresi erano originariamente concentrati nell'attuale nord-est dell'Ungheria. Questa regione era storicamente abitata da ortodossi dei Carpazi (ruteni e rumeni). In seguito nella futura Ungheria arrivarono gruppi di serbi in fuga dall'avanzata turca, ma la maggior parte risiedeva nell'area che è oggi parte della Serbia. Ancora più avanti, quando i turchi furono respinti da Vienna nel 1683 e da Buda e dall'Ungheria centrale nel 1686, ruteni e slovacchi si insediarono nelle terre abbandonate dell'Ungheria. La loro cura spirituale fu a carico dell'eparchia di Mukačevo della Chiesa greco-cattolica rutena. Nel XVIII secolo molti ungheresi protestanti furono convertiti al Cattolicesimo, adottando il rito bizantino.
Forse in gran parte a causa di quest'ultimo elemento, gli ungheresi bizantini cominciarono a usare la lingua nazionale nella loro liturgia. Nel 1795 fu pubblicata una traduzione della Divina Liturgia di san Giovanni Crisostomo per studio privato. Un libro contenente le parti della liturgia cantate dal popolo apparve nel 1862. I rappresentanti di 58 parrocchie di lingua ungherese si incontrarono nel 1868 e crearono un'organizzazione per promuovere l'uso liturgico della lingua ungherese e la creazione di un'eparchia separata. Nel 1882 fu pubblicata, senza la formale approvazione ecclesiastica, una traduzione ungherese della Liturgia di san Giovanni Crisostomo per l'uso effettivo, che fu presto seguita da traduzioni ungheresi di altri testi liturgici. Alla fine, l'8 giugno 1912, papa Pio X creò l'eparchia di Hajdúdorog per le 162 parrocchie greco-cattoliche di lingua ungherese. Limitò l'uso dell'ungherese alle funzioni non liturgiche, richiedendo al clero l'uso del greco nella liturgia, ma garantì un periodo di tre anni per effettuare il cambio di lingua. A causa dello scoppio della Prima guerra mondiale, questo intervallo fu prolungato indefinitamente, e l'uso dell'ungherese è continuato.
Il cambiamento delle frontiere nazionali dopo la Prima guerra mondiale portò alla riduzione del territorio dell'eparchia di Hajdúdorog dalle 168 parrocchie originarie a solo 90. Nei confini ungheresi c'erano anche 21 parrocchie dell'eparchia di Prešov e una dell'eparchia di Mukačevo. Il 4 giugno 1924, tutte queste furono unificate nel nuovo esarcato di Miskolc; la nuova struttura fu inizialmente classificata come rutena - poiché a quell'epoca quelle parrocchie usavano ancora lo slavo ecclesiastico nella liturgia -, ma considerata parte della Chiesa greco-cattolica ungherese. Le 67 parrocchie dell'eparchia di Hajdúdorog in territorio romeno furono cedute il 9 aprile 1934.
Il territorio dell'eparchia inizialmente coincise con quello dell'arcidiocesi di rito latino di Eger (Ungheria orientale) e con la città di Budapest. Il 17 luglio 1980 la sua giurisdizione fu estesa all'intera Ungheria.
Un piccolo numero di greco-cattolici ungheresi sono emigrati nel Nord America, dove le loro poche parrocchie sono aggregate, negli Stati Uniti d'America, alla metropolia bizantina rutena, e, in Canada, alle eparchie ucraine.
Il 19 marzo 2015 la Chiesa greco-cattolica ungherese è stata elevata da papa Francesco a Chiesa metropolitana sui iuris in forza della costituzione apostolica In hac suprema; primo metropolita della nuova istituzione è Fülöp Kocsis, arcieparca di Hajdúdorog.

## Organizzazione
La Chiesa greco-cattolica ungherese è costituita dalle seguenti circoscrizioni ecclesiastiche:
- Arcieparchia di Hajdúdorog
  - Eparchia di Miskolc
  - Eparchia di Nyíregyháza

## Consiglio della Chiesa
Elenco dei presidenti del Consiglio della Chiesa ungherese:
- Arcivescovo Péter Fülöp Kocsis, dal 20 marzo 2015